# Protracheoniscus hummeli
Protracheoniscus hummeli là một loài chân đều trong họ Trachelipodidae. Loài này được Verhoeff miêu tả khoa học năm 1939.